# مدل تنزیل سود تقسیمی
مدل تنزیل سود تقسیمی (به انگلیسی: dividend discount model) از این مدل می‌توان برای ارزیابی شرکت‌های که وضعیت با ثباتی را با یک نرخ رشد ثابت دارند، استفاده کرد. این مدل ارزش یک سهم را تابعی از سودهای تقسیمی مورد انتظار در دوره آتی، هزینه حقوق صاحبان سهام و رشد مورد انتظار در سودهای تقسیمی می‌داند.
هنگامی که یک سرمایه‌گذار اقدام به خرید سهام می‌کند، انتظار دارد دو نوع جریان نقدی از این سهام دریافت نماید. این دو جریان نقدی عبارتند از: سود تقسیمی سهام و تفاوت قیمت خرید و فروش سهام. از آنجا که قیمت مورد انتظار سهام در پایان دوره تابعی است، از سودهای تقسیمی، پس ارزش یک سهم برابر می‌شود، با ارزش فعلی سودهای تقسیمی، تا زمان بی‌نهایت.
مبنای منطقی مدل تنزیل سود تقسیمی در قانون ارزش فعلی نهفته است. بدین صورت که ارزش هر دارایی همان ارزش فعلی جریانهای نقدی آتی مورد انتظار می‌باشد که با نرخی متناسب با میزان ریسک جریان‌های نقدی تنزیل شده‌است. با توجه با اینکه پیش‌بینی سود تقسیمی تا زمان بی‌نهایت امکان‌پذیر نیست، حالت‌های مختلف مدل تنزیل سود تقسیمی، بر اساس مفروضات متفاوت، در رابطه با رشد آتی شرکت، توسعه یافته‌اند.